# Fête de l'Immaculée Conception
La fête de l'Immaculée Conception est une fête chrétienne qui célèbre l'Immaculée Conception de la Vierge Marie. Elle est célébrée en tant que solennité par l'Église catholique le 8 décembre, ce qui correspond à neuf mois avant la fête de la Nativité de Marie, qui est célébrée le 8 septembre. La fête de l'Immaculée Conception est l'une des fêtes mariales les plus importantes du calendrier liturgique de l'Église catholique. Il s'agit d'une fête de précepte dans plusieurs pays.
Les premières traces de cette fête remontent au moins au VIIIe siècle. Au IXe siècle, cette fête était déjà connue en Irlande, au Danemark et en Angleterre. Elle se développe en Normandie dès le XIIe siècle où elle reste toujours régulièrement appelée « fête aux Normands »,. De là, le culte commence à se répandre par la suite en Occident. Elle est rendue obligatoire dans toute l'Église lors du concile de Bâle en 1439. Elle devient une fête de précepte de l'Église par la bulle Commissi nobis du pape Clément XI en 1708.
Il s'agit de la fête patronale de l'Argentine, du Brésil, de la Corée, du Nicaragua, du Paraguay, des Philippines, de l'Espagne, des États-Unis, de l'Uruguay, du Portugal et de l'Italie, et surtout en Corse. Il s'agit d'un jour férié à différents endroits.
Le 8 décembre 1947 commence l'apparition Mariale de L'Ile Bouchard (France - 37220) comme indiqué par Jacqueline Aubry, voyante.

## Source
- (en) Cet article est partiellement ou en totalité issu de l’article de Wikipédia en anglais intitulé « Feast of the Immaculate Conception » (voir la liste des auteurs).